# Iława Miasto

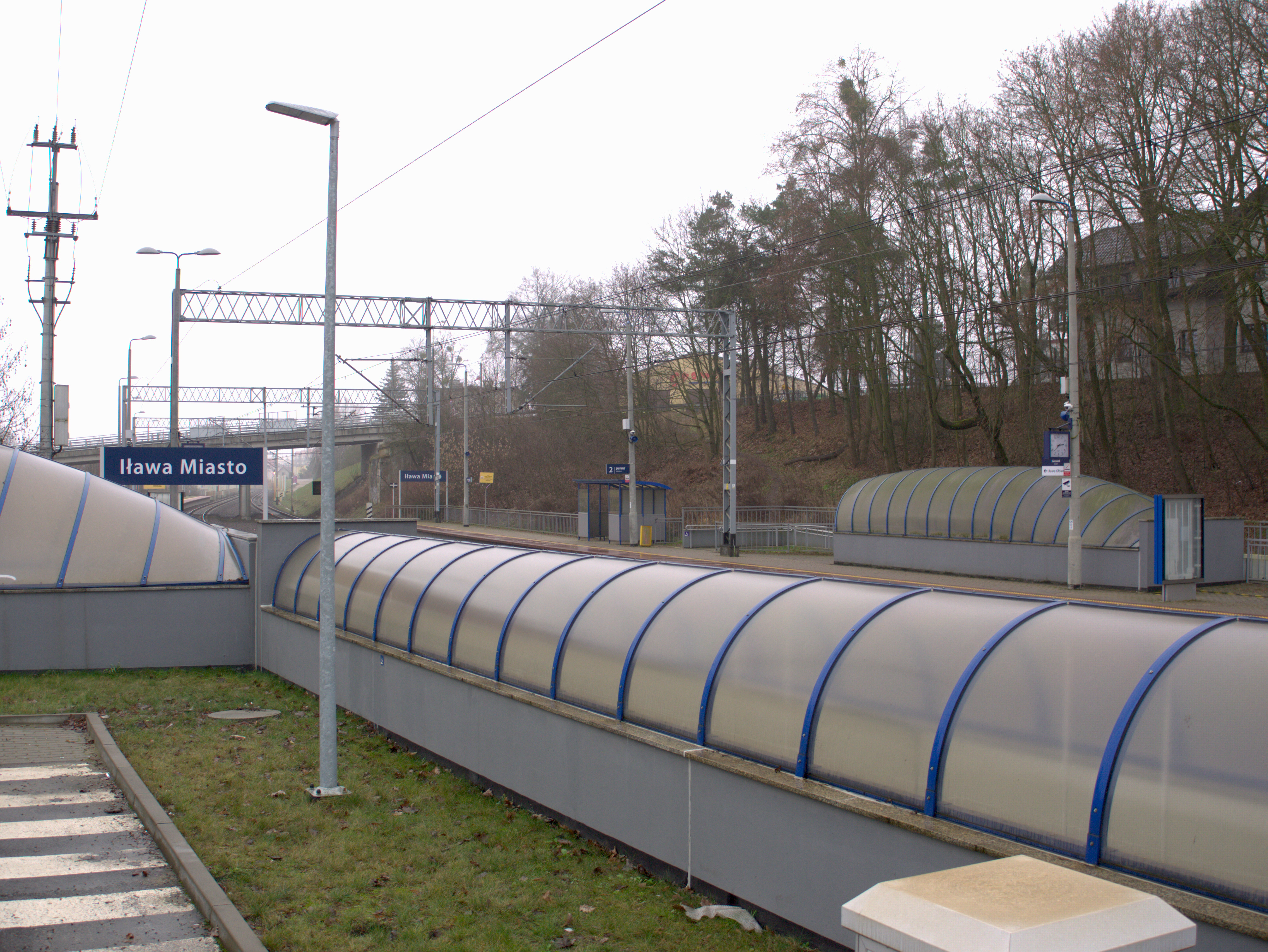
Tunele piesze (2020)

Iława Miasto – przystanek kolejowy w Iławie, w województwie warmińsko-mazurskim w Polsce. Według kategoryzacji PKP ma kategorię D. 

## Ruch pasażerski[1]
| Rok  | Wymiana pasażerska na dobę |
| ---- | -------------------------- |
| 2017 | 50-99                      |
| 2018 | 50-99                      |
| 2019 | 100-149                    |
| 2020 | 50-99                      |
| 2021 | 100-149                    |
| 2022 | 150-199                    |
| 2023 | 150-199                    |

## Połączenia
Pociągi osobowe
- Iława Miasto - Malbork
- Iława Miasto - Iława Główna - Olsztyn Główny
- Iława Miasto - Iława Główna - Działdowo

Pociągi osobowe przyspieszone
- Iława Miasto - Gdańsk Główny - Gdynia Główna
- Iława Miasto - Iława Główna - Olsztyn Główny

## Linki zewnętrzne

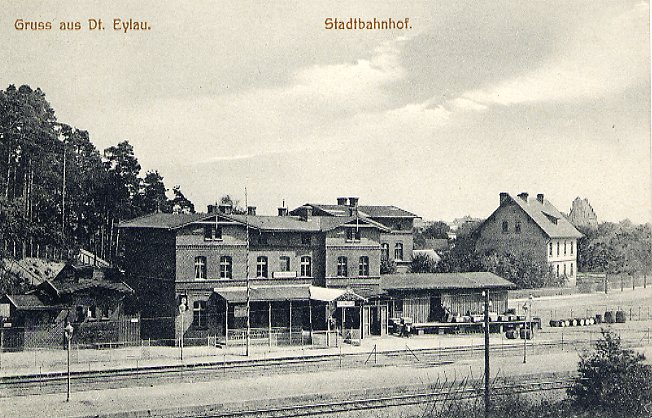
Dworzec przed II wojną światową